# Trente Secondes sur Tokyo
Pour plus de détails, voir Fiche technique et Distribution.

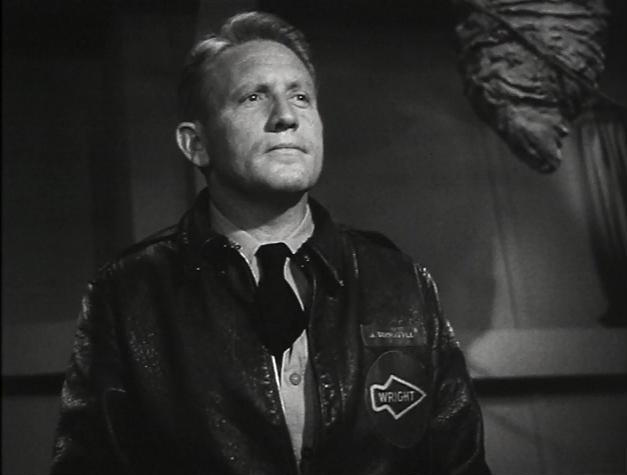
Spencer Tracy

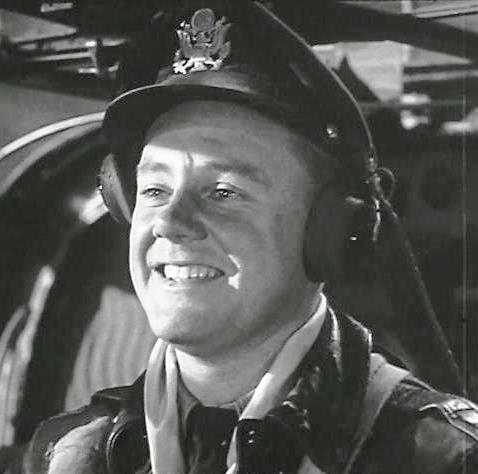
Van Johnson

Trente Secondes sur Tokyo (titre original : Thirty Seconds Over Tokyo) est un film américain en noir et blanc réalisé par Mervyn LeRoy, sorti en 1944. 
Il est tiré du livre Trente Secondes sur Tokyo écrit par le major Ted W. Lawson, pilote qui participa au raid.
Dans ses Notes sur le cinématographe, Robert Bresson se souvient du film : « La vie était suspendue pendant trente secondes admirables, où il ne se passait rien. En réalité, il s'y passait tout. Cinématographe, art, avec des images, de ne rien représenter ».

## Synopsis
L'histoire véridique du raid de Doolittle, le tout premier bombardement au Japon mené par des avions américains sur Tokyo durant la Seconde Guerre mondiale, en 1942. Le film relate le destin des pilotes de l'escadrille chargée de cette périlleuse mission.

## Fiche technique
- Titre : Trente Secondes sur Tokyo
- Titre original : Thirty Seconds Over Tokyo
- Réalisation : Mervyn LeRoy
- Scénario et adaptation : Dalton Trumbo, d'après le livre Thirty Seconds Over Tokyo de Ted W. Lawson et Robert Considine (1943)
- Musique : Herbert Stothart
- Ingénieur du son : Douglas Shearer
- Direction artistique : Cedric Gibbons et Paul Groesse
- Costumes : Kay Dean et Irene
- Effets spéciaux : A. Arnold Gillespie, Donald Jahraus et Warren Newcombe
- Photographie : Harold Rosson et Robert Surtees
- Montage : Frank Sullivan
- Production : Sam Zimbalist
- Société de production : Metro-Goldwyn-Mayer
- Pays de production :  États-Unis
- Langue d'origine : anglais américain
- Format : noir et blanc — 35 mm — 1,37:1 — son : mono (Western Electric Sound System)
- Genre : guerre
- Durée : 138 minutes
- Dates de sortie : 
  - États-Unis : novembre 1944
  - France : 14 novembre 1945

## Distribution
- Van Johnson (VF : Ulric Guttinguer) : Ted Lawson
- Robert Walker : David Thatcher
- Spencer Tracy (VF : Serge Nadaud) : Lieutenant Colonel James H. Doolittle
- Tim Murdock (VF : Michel Gudin) : Dean Davenport
- Don DeFore : Charles McClure
- Herbert Gunn : Bob Clever
- Phyllis Thaxter (VF : Jacqueline Francell) : Ellen Lawson
- Stephen McNally : 'Doc' White
- John R. Reilly : 'Shorty' Manch
- Robert Mitchum : Bob Gray
- Scott McKay : Davey Jones
- Donald Curtis (VF : René Fleur) : Lieutenant Randall
- Louis Jean Heydt (VF : Marc Valbel) : Lieutenant Miller
- William 'Bill' Phillips : Don Smith
- Douglas Cowan : 'Brick' Holstrom
- Paul Langton (VF : Gérald Castrix) : Capitaine 'Ski' York
- Leon Ames : Lieutenant Jurika
- Douglas Cowan (VF : Stéphane Audel) : Lieutenant Everett W. 'Brick' Holstrom
- Bill Williams : Bud Felton
- Robert Bice (VF : Jean-Henri Chambois) : 'Jig' White
- Hsin Kung : Dr. Chung
- Benson Fong (VF : Ky Duyen) : Dr. Chung jeune
- Ching Wah Lee (VF : Robert Dalban) : 'Guerilla Charlie'
- Alan Napier (VF : Jacques Erwin) : Mr. Parker
- Ann Shoemaker : Mme Parker
- Dorothy Morris : Jane
- Jacqueline White : Emmy York
- Selena Royle : Mme Reynolds

Et, parmi les acteurs non crédités :
- Morris Ankrum : William F. Halsey
- Hazel Brooks : une fille au club

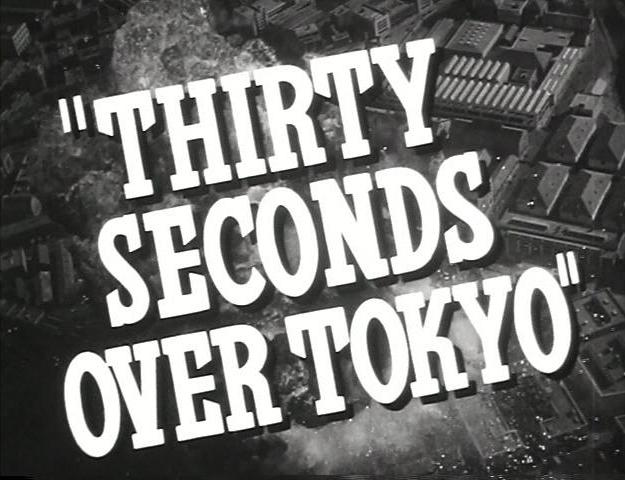
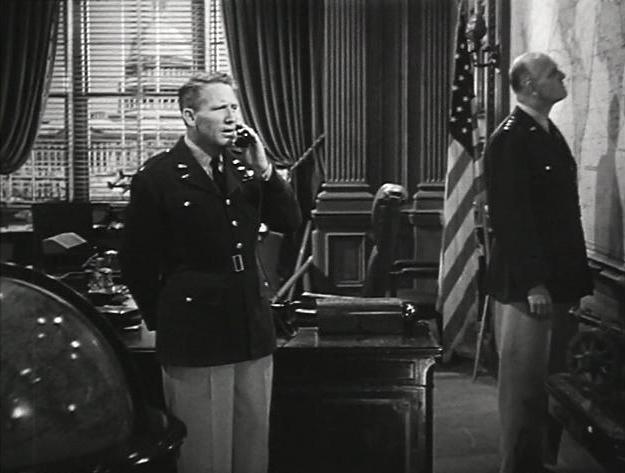
Spencer Tracy
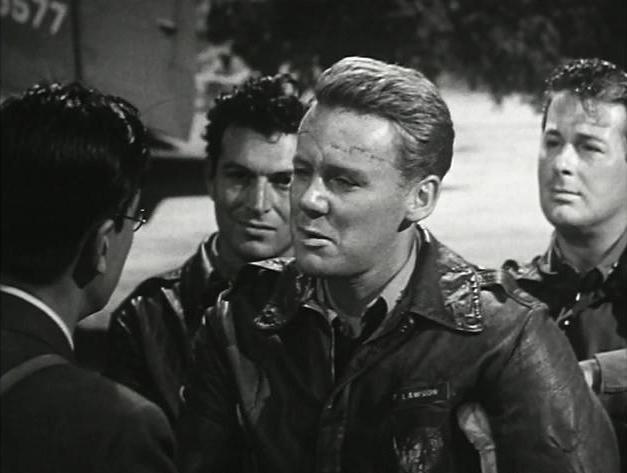
Van Johnson
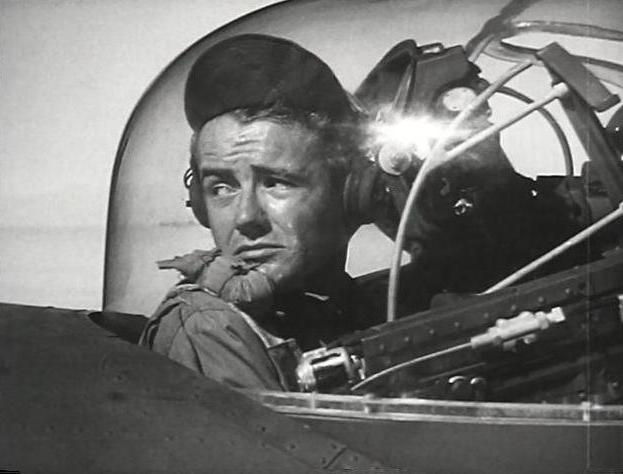
Robert Walker
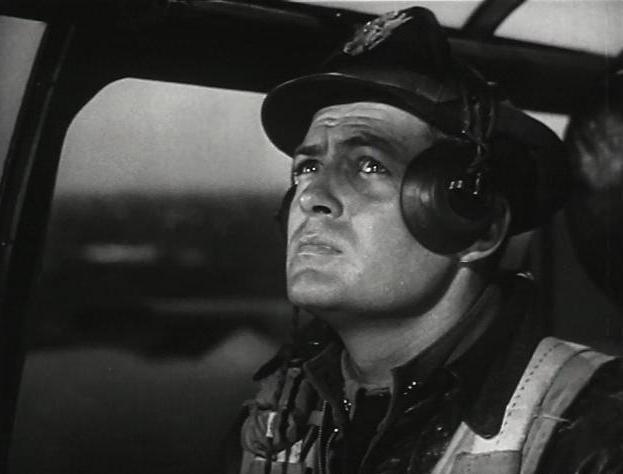
Tim Murdock
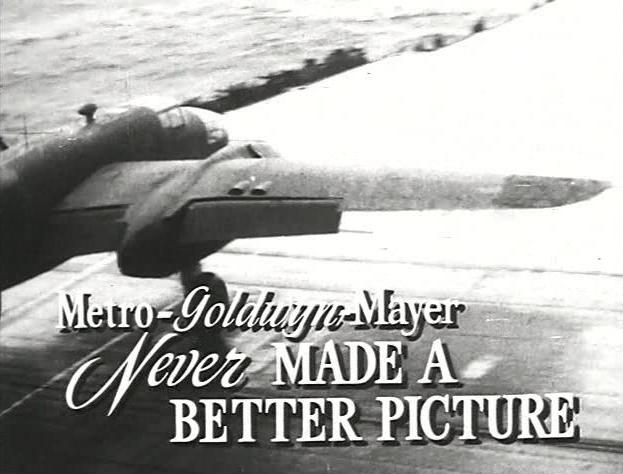